# Keule (Fleisch)
Die Keule (auch Schlegel, Stotzen [v. a. in der Schweiz] oder Biegel [Österreich]) ist ein Teil des Hinterbeins von Tieren bei der Fleischproduktion.

## Rind

Schematische Darstellung der Teile des Rindes

Beim Rind wird die Keule (Nr. 11 im Bild) in Oberschale (regional auch „Kluft“ genannt), „Unterschale“ und „Nuss“ unterteilt. Außerdem gibt es das Bürgermeisterstück

## Kalb
Auch beim Kalb wird die Keule in Oberschale, Unterschale und Nuss unterteilt.

## Schwein

Schematische Darstellung der Teile vom Schwein

Beim Schwein wird die Keule, auch Schinken genannt (Nr. 12 im Bild), in Oberschale, Unterschale, Hüfte und Nuss unterteilt. 

## Lamm
Beim Lamm wird die Keule (auch Gigot) nicht weiter unterteilt und im Stück, mit oder ohne Knochen und in Scheiben geschnitten zum Verkauf angeboten.

## Geflügel

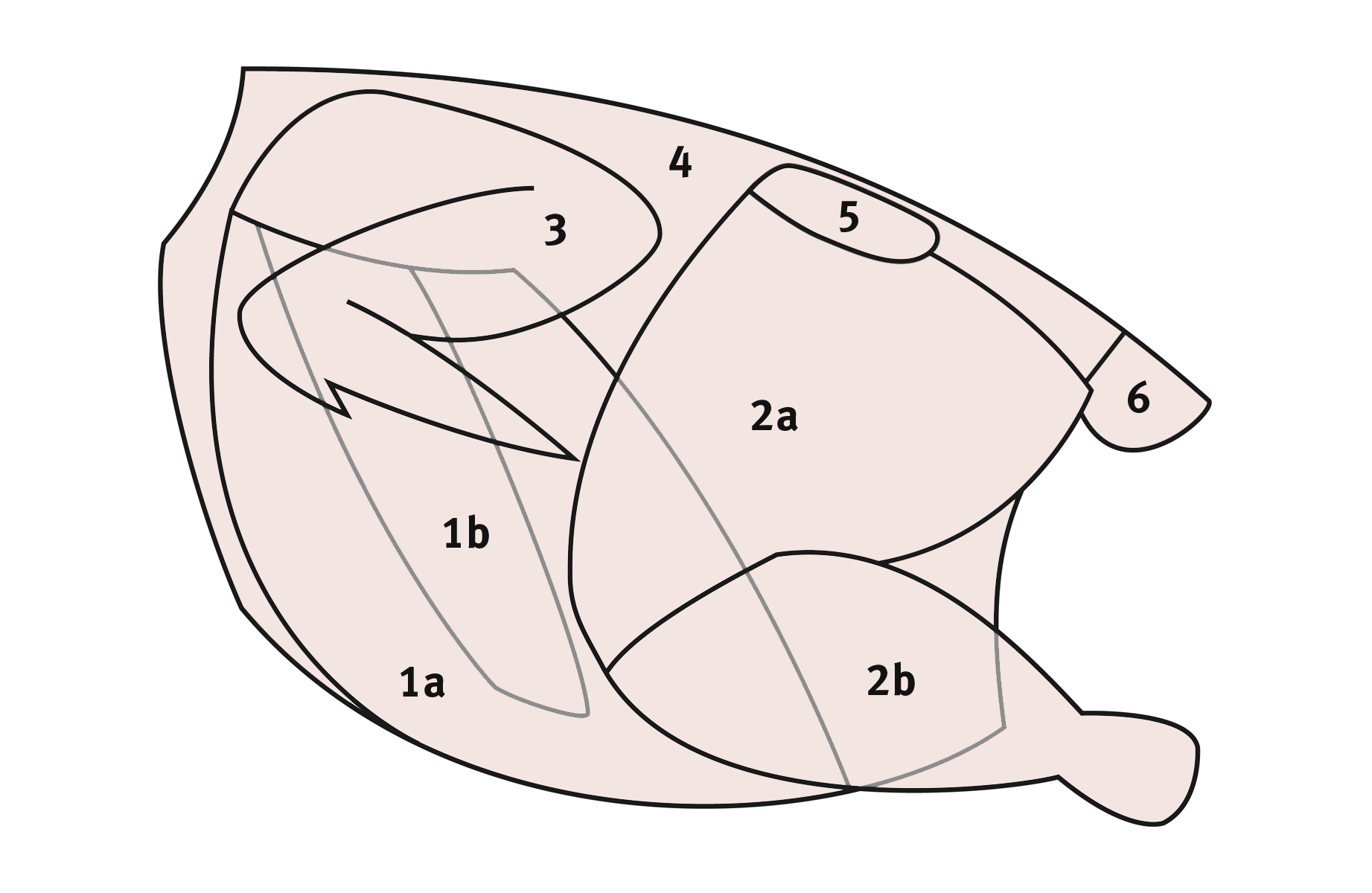
Schematische Darstellung der Teile vom Huhn

Insbesondere bei Geflügel wird die Keule (Nr. 2a/b) auch als Schlegel bezeichnet. Nur bei größeren Tieren werden Ober- und Unterkeule auch getrennt angeboten.